# Eerste divisie 1989/90
Het seizoen 1989/90 van de Nederlandse Eerste divisie had SVV als kampioen. De club uit Schiedam promoveerde daarmee naar de Eredivisie. Via de nacompetitie wist ook sc Heerenveen, die als 16e waren geëindigd in de competitie, door winst op Emmen te promoveren en Emmen kon hierna in de herkansing niet imponeren tegen N.E.C.

## Eerste divisie

### Deelnemende teams
| Club               | Plaats          | Accommodatie        | Capaciteit | Trainer                               |
| ------------------ | --------------- | ------------------- | ---------- | ------------------------------------- |
| AZ                 | Alkmaar         | Alkmaarderhout      | 8.914      | Hans van Doorneveld                   |
| BV Veendam         | Veendam         | De Langeleegte      | 13.000     | Thiemo Meertens                       |
| Cambuur Leeuwarden | Leeuwarden      | Cambuurstadion      | 16.000     | Sándor Popovics Martin Koopman (a.i.) |
| De Graafschap      | Doetinchem      | De Vijverberg       | 12.500     | Simon Kistemaker                      |
| DS '79             | Dordrecht       | Krommedijk          | 12.000     | Epi Drost                             |
| Eindhoven          | Eindhoven       | Aalsterweg          | 27.000     | Jacques de Wit                        |
| Emmen              | Emmen           | Meerdijk            | 12.000     | Ben Hendriks                          |
| Excelsior          | Rotterdam       | Woudestein          | 11.000     | Joop van Daele                        |
| FC Wageningen      | Wageningen      | De Wageningse Berg  | 16.000     | Piet Buter                            |
| Go Ahead Eagles    | Deventer        | De Adelaarshorst    | 20.000     | Fritz Korbach Henk ten Cate           |
| Helmond Sport      | Helmond         | De Braak            | 12.000     | Frans Körver                          |
| Heracles '74       | Almelo          | Bornsestraat        | 20.000     | Henk van Brussel                      |
| NAC                | Breda           | Beatrixstraat       | 12.000     | Hans Verèl Ton Carton (a.i.)          |
| PEC Zwolle '82     | Zwolle          | Oosterenkstadion    | 15.000     | Theo de Jong                          |
| RBC                | Roosendaal      | De Luiten           | 5.900      | Cor Pot                               |
| sc Heerenveen      | Heerenveen      | Abe Lenstra Stadion | 15.000     | Ab Gritter                            |
| SVV                | Schiedam        | Harga               | 10.000     | Dick Advocaat                         |
| Telstar            | Velsen-IJmuiden | Schoonenberg        | 18.000     | Cees Glas                             |
| VVV                | Venlo           | De Koel             | 20.000     | Norbert Ringels en Doeke Hulshuizen   |

### Eindstand
| pos | club               | gs | w  | g  | v  | pnt | dv | dt | ds  |
| --- | ------------------ | -- | -- | -- | -- | --- | -- | -- | --- |
| 1.  | SVV                | 36 | 26 | 6  | 4  | 58  | 67 | 21 | 46  |
| 2.  | NAC                | 36 | 16 | 11 | 9  | 43  | 55 | 39 | 16  |
| 3.  | SC Heracles '74    | 36 | 17 | 8  | 11 | 42  | 42 | 42 | 0   |
| 4.  | VVV                | 36 | 12 | 15 | 9  | 39  | 53 | 44 | 9   |
| 5.  | Eindhoven          | 36 | 14 | 11 | 11 | 39  | 63 | 56 | 7   |
| 6.  | Emmen              | 36 | 13 | 12 | 11 | 38  | 53 | 47 | 6   |
| 7.  | De Graafschap      | 36 | 13 | 12 | 11 | 38  | 52 | 47 | 5   |
| 8.  | BV Veendam         | 36 | 14 | 10 | 12 | 38  | 46 | 48 | -2  |
| 9.  | Go Ahead Eagles    | 36 | 15 | 7  | 14 | 37  | 55 | 50 | 5   |
| 10. | FC Wageningen      | 36 | 11 | 13 | 12 | 35  | 44 | 49 | -5  |
| 11. | Cambuur Leeuwarden | 36 | 11 | 12 | 13 | 34  | 44 | 49 | -5  |
| 12. | AZ                 | 36 | 12 | 9  | 15 | 33  | 48 | 46 | 2   |
| 13. | Helmond Sport      | 36 | 12 | 9  | 15 | 33  | 49 | 55 | -6  |
| 14. | Excelsior          | 36 | 10 | 13 | 13 | 33  | 47 | 53 | -6  |
| 15. | PEC Zwolle '82     | 36 | 9  | 14 | 13 | 32  | 34 | 36 | -2  |
| 16. | sc Heerenveen      | 36 | 12 | 8  | 16 | 32  | 49 | 53 | -4  |
| 17. | RBC                | 36 | 10 | 12 | 14 | 32  | 39 | 46 | -7  |
| 18. | Telstar            | 36 | 8  | 10 | 18 | 26  | 46 | 71 | -25 |
| 19. | DS '79             | 36 | 6  | 10 | 20 | 22  | 41 | 75 | -34 |

#### Legenda
| Kleur | Kwalificatie voor                             |
| ----- | --------------------------------------------- |
|       | Promotie naar de Eredivisie                   |
|       | Nacompetitie voor promotie naar de Eredivisie |

### Uitslagen
|                    | AZ    | CAM   | DS    | EVV   | EMM   | EXC   | GAE   | GRA   | HEE   | HSP   | HER   | NAC   | PEC   | RBC   | SVV   | TEL   | VEE   | VVV   | WAG   |
| ------------------ | ----- | ----- | ----- | ----- | ----- | ----- | ----- | ----- | ----- | ----- | ----- | ----- | ----- | ----- | ----- | ----- | ----- | ----- | ----- |
| AZ                 |       | 0 – 1 | 1 – 1 | 4 – 1 | 3 – 2 | 3 – 4 | 0 – 0 | 0 – 1 | 1 – 2 | 4 – 2 | 2 – 0 | 0 – 0 | 0 – 0 | 1 – 2 | 0 – 3 | 5 – 1 | 1 – 1 | 1 – 0 | 1 – 2 |
| Cambuur Leeuwarden | 2 – 0 |       | 3 – 1 | 1 – 1 | 1 – 3 | 1 – 2 | 1 – 0 | 3 – 1 | 0 – 2 | 1 – 1 | 1 – 2 | 2 – 0 | 2 – 2 | 1 – 1 | 1 – 0 | 1 – 2 | 0 – 1 | 1 – 3 | 1 – 0 |
| DS '79             | 1 – 0 | 0 – 1 |       | 1 – 1 | 1 – 1 | 2 – 3 | 2 – 1 | 1 – 5 | 2 – 0 | 0 – 1 | 1 – 1 | 1 – 2 | 1 – 1 | 1 – 2 | 0 – 3 | 3 – 3 | 1 – 3 | 1 – 2 | 3 – 3 |
| Eindhoven          | 4 – 2 | 2 – 2 | 2 – 1 |       | 1 – 1 | 1 – 1 | 1 – 1 | 1 – 1 | 1 – 0 | 1 – 3 | 2 – 3 | 1 – 0 | 2 – 2 | 2 – 0 | 0 – 2 | 5 – 0 | 0 – 2 | 2 – 0 | 1 – 0 |
| Emmen              | 0 – 2 | 3 – 2 | 5 – 0 | 1 – 1 |       | 2 – 2 | 3 – 2 | 2 – 2 | 4 – 1 | 1 – 0 | 0 – 1 | 1 – 1 | 0 – 0 | 1 – 0 | 1 – 4 | 4 – 0 | 0 – 1 | 2 – 0 | 3 – 0 |
| Excelsior          | 0 – 3 | 1 – 1 | 2 – 4 | 0 – 3 | 0 – 0 |       | 4 – 3 | 2 – 2 | 3 – 1 | 3 – 2 | 0 – 1 | 4 – 0 | 0 – 2 | 1 – 1 | 1 – 1 | 1 – 0 | 0 – 1 | 0 – 1 | 0 – 1 |
| Go Ahead Eagles    | 0 – 1 | 1 – 0 | 6 – 2 | 2 – 4 | 2 – 1 | 2 – 0 |       | 1 – 3 | 2 – 1 | 5 – 0 | 1 – 0 | 1 – 2 | 0 – 1 | 2 – 2 | 0 – 3 | 3 – 0 | 3 – 0 | 1 – 0 | 1 – 0 |
| De Graafschap      | 2 – 1 | 0 – 0 | 0 – 2 | 2 – 0 | 1 – 1 | 3 – 2 | 4 – 1 |       | 0 – 1 | 2 – 1 | 1 – 0 | 0 – 0 | 0 – 0 | 1 – 1 | 2 – 3 | 1 – 4 | 2 – 0 | 1 – 1 | 1 – 1 |
| sc Heerenveen      | 0 – 1 | 1 – 0 | 3 – 1 | 3 – 4 | 1 – 2 | 0 – 1 | 2 – 2 | 1 – 0 |       | 3 – 2 | 1 – 1 | 0 – 2 | 1 – 1 | 2 – 1 | 2 – 0 | 2 – 2 | 2 – 2 | 0 – 0 | 5 – 0 |
| Helmond Sport      | 4 – 1 | 5 – 0 | 2 – 0 | 1 – 2 | 0 – 0 | 0 – 2 | 1 – 2 | 3 – 2 | 3 – 1 |       | 3 – 0 | 1 – 4 | 0 – 0 | 2 – 1 | 0 – 3 | 4 – 3 | 2 – 0 | 0 – 0 | 0 – 2 |
| SC Heracles '74    | 1 – 0 | 1 – 1 | 0 – 0 | 3 – 3 | 3 – 1 | 1 – 0 | 1 – 2 | 0 – 3 | 1 – 0 | 2 – 1 |       | 3 – 1 | 1 – 0 | 2 – 0 | 2 – 1 | 2 – 1 | 2 – 1 | 1 – 2 | 1 – 1 |
| NAC                | 1 – 1 | 1 – 1 | 4 – 0 | 3 – 1 | 1 – 2 | 1 – 1 | 3 – 0 | 1 – 1 | 2 – 2 | 3 – 0 | 2 – 0 |       | 1 – 0 | 3 – 0 | 1 – 1 | 1 – 1 | 3 – 0 | 2 – 3 | 2 – 1 |
| PEC Zwolle '82     | 0 – 1 | 4 – 3 | 1 – 0 | 4 – 2 | 1 – 2 | 0 – 0 | 0 – 2 | 1 – 0 | 1 – 0 | 0 – 0 | 1 – 2 | 1 – 2 |       | 1 – 1 | 1 – 3 | 3 – 0 | 1 – 1 | 1 – 2 | 0 – 0 |
| RBC                | 1 – 1 | 1 – 1 | 1 – 0 | 2 – 3 | 2 – 0 | 2 – 2 | 0 – 2 | 0 – 2 | 1 – 0 | 0 – 0 | 4 – 0 | 1 – 1 | 1 – 0 |       | 0 – 1 | 2 – 1 | 3 – 1 | 0 – 0 | 4 – 3 |
| SVV                | 1 – 0 | 2 – 2 | 3 – 0 | 3 – 1 | 1 – 0 | 1 – 0 | 2 – 0 | 1 – 1 | 2 – 0 | 0 – 0 | 1 – 0 | 2 – 0 | 1 – 0 | 1 – 0 |       | 3 – 1 | 1 – 2 | 1 – 0 | 4 – 2 |
| Telstar            | 0 – 0 | 1 – 1 | 1 – 2 | 0 – 4 | 1 – 1 | 0 – 0 | 3 – 1 | 4 – 1 | 3 – 1 | 1 – 2 | 1 – 2 | 1 – 2 | 2 – 1 | 2 – 1 | 0 – 4 |       | 1 – 1 | 1 – 1 | 0 – 1 |
| BV Veendam         | 1 – 3 | 0 – 2 | 5 – 2 | 2 – 1 | 0 – 0 | 4 – 2 | 1 – 1 | 1 – 2 | 1 – 2 | 0 – 0 | 2 – 1 | 2 – 1 | 2 – 1 | 0 – 0 | 0 – 2 | 3 – 1 |       | 1 – 1 | 2 – 2 |
| VVV                | 4 – 3 | 2 – 0 | 2 – 2 | 1 – 1 | 5 – 2 | 1 – 1 | 1 – 1 | 4 – 1 | 4 – 4 | 4 – 1 | 1 – 1 | 1 – 2 | 1 – 1 | 3 – 0 | 1 – 3 | 2 – 2 | 0 – 1 |       | 0 – 0 |
| FC Wageningen      | 1 – 1 | 2 – 3 | 1 – 1 | 2 – 1 | 4 – 1 | 2 – 2 | 1 – 1 | 2 – 1 | 0 – 2 | 2 – 2 | 0 – 0 | 2 – 0 | 0 – 1 | 2 – 1 | 0 – 0 | 0 – 2 | 2 – 1 | 2 – 0 |       |

## Topscorers
| #  | Naam                | Club            | Goal |
| -- | ------------------- | --------------- | ---- |
| 1. | Peter van Velzen    | SVV             | 24   |
| 2. | John Leeuwerik      | De Graafschap   | 18   |
| 3. | Jan de Jonge        | Emmen           | 16   |
| 4. | Johan Molenaar      | RBC             | 15   |
|    | Gerrie Schaap       | Emmen           | 15   |
| 6. | Folkert Velten      | SC Heracles '74 | 14   |
| 7. | Earnest Stewart     | VVV             | 13   |
| 8. | Richard Roelofsen   | PEC Zwolle '82  | 11   |
|    | Harris Huizingh     | BV Veendam      | 11   |
|    | Rudolf Metz         | Emmen           | 11   |
|    | Pascal Maas         | Eindhoven       | 11   |
|    | Ton van Bremen      | Excelsior       | 11   |
|    | Lubbe van Dijk      | sc Heerenveen   | 11   |
|    | Dennis van der Gijp | NAC             | 11   |

## Nacompetitie

### Groep A

#### Eindstand
| pos | club            | gs | w | g | v | pnt | dv | dt | ds |
| --- | --------------- | -- | - | - | - | --- | -- | -- | -- |
| 1.  | sc Heerenveen   | 4  | 2 | 0 | 2 | 4   | 7  | 6  | 1  |
| 2.  | Go Ahead Eagles | 4  | 2 | 0 | 2 | 4   | 7  | 7  | 0  |
| 3.  | NAC             | 4  | 2 | 0 | 2 | 4   | 6  | 7  | -1 |

#### Legenda
| Kleur | Kwalificatie voor                          |
| ----- | ------------------------------------------ |
|       | Play-offs voor promotie naar de Eredivisie |

#### Uitslagen
|                 | GAE   | HEE   | NAC   |
| --------------- | ----- | ----- | ----- |
| Go Ahead Eagles |       | 3 – 2 | 2 – 3 |
| sc Heerenveen   | 2 – 0 |       | 2 – 3 |
| NAC             | 0 – 2 | 0 – 1 |       |

### Groep B

#### Eindstand
| pos | club            | gs | w | g | v | pnt | dv | dt | ds |
| --- | --------------- | -- | - | - | - | --- | -- | -- | -- |
| 1.  | Emmen           | 4  | 3 | 0 | 1 | 6   | 7  | 5  | 2  |
| 2.  | FC Wageningen   | 4  | 1 | 2 | 1 | 4   | 5  | 3  | 2  |
| 3.  | SC Heracles '74 | 4  | 0 | 2 | 2 | 2   | 2  | 6  | -4 |

#### Legenda
| Kleur | Kwalificatie voor                          |
| ----- | ------------------------------------------ |
|       | Play-offs voor promotie naar de Eredivisie |

#### Uitslagen
|                 | EMM   | HER   | WAG   |
| --------------- | ----- | ----- | ----- |
| Emmen           |       | 2 – 0 | 2 – 0 |
| SC Heracles '74 | 1 – 3 |       | 1 – 1 |
| FC Wageningen   | 4 – 0 | 0 – 0 |       |

### Finale
| Team #1 | Tot.  | Team #2       | 1ste wed | 2de wed |
| ------- | ----- | ------------- | -------- | ------- |
| Emmen   | 1 - 2 | sc Heerenveen | 1 - 0    | 0 - 2   |

### Promotie/degradatie wedstrijd
Wedstrijd tussen de nummer 16 van de eredivisie en de verliezend finalist van de nacompetitie.
| Team #1 | Tot.  | Team #2 | 1ste wed | 2de wed |
| ------- | ----- | ------- | -------- | ------- |
| Emmen   | 1 - 2 | N.E.C.  | 1 - 2    | 0 - 0   |

AZ ·
SC Cambuur ·
DS '79 ·
Eindhoven ·
Emmen ·
Excelsior ·
Go Ahead Eagles ·
De Graafschap ·
sc Heerenveen ·
Helmond Sport ·
Heracles '74 ·
NAC ·
PEC Zwolle '82 ·
RBC ·
SVV ·
Telstar ·
BV Veendam ·
VVV ·
FC Wageningen
Eerste klasse

1955/56

Eerste divisie

1956/57 · 1957/58 · 1958/59 · 1959/60 · 1960/61 · 1961/62 · 1962/63 · 1963/64 · 1964/65 · 1965/66 · 1966/67 · 1967/68 · 1968/69 · 1969/70 · 1970/71 · 1971/72 · 1972/73 · 1973/74 · 1974/75 · 1975/76 · 1976/77 · 1977/78 · 1978/79 · 1979/80 · 1980/81 · 1981/82 · 1982/83 · 1983/84 · 1984/85 · 1985/86 · 1986/87 · 1987/88 · 1988/89 · 1989/90 · 1990/91 · 1991/92 · 1992/93 · 1993/94 · 1994/95 · 1995/96 · 1996/97 · 1997/98 · 1998/99 · 1999/00 · 2000/01 · 2001/02 · 2002/03 · 2003/04 · 2004/05 · 2005/06 · 2006/07 · 2007/08 · 2008/09 · 2009/10 · 2010/11 · 2011/12 · 2012/13 · 2013/14 · 2014/15 · 2015/16 · 2016/17 · 2017/18 · 2018/19 · 2019/20 · 2020/21 · 2021/22 · 2022/23 · 2023/24 · 2024/25

Eredivisie · Eerste divisie · Johan Cruijff Schaal · KNVB Beker · Play-offs